# Индепенденс (Кентукки)
Индепенденс — город и административный центр округа Кентон, штат Кентукки, США. Вместе с городом Ковингтон является одним из двух мест расположения правительства округа. На момент переписи 2020 года население составляло 28 676 человек. Это третий по величине город Северного Кентукки после Ковингтона и Флоренса, а также часть агломерации Цинциннати.

## История
Местное почтовое отделение было основано Исааком Эвереттом в 1837 году как «Эверетт-Крик»; в 1838 году оно было переименовано в «Крюс-Крик»; в 1839 году Томас Хордерн переименовал его в «Бэгби».
В 1840 году из частей округов Кэмпбелл и Бун был образован округ Кентон. Местный фермер Джон Макколлум пожертвовал участок в центре нового округа, чтобы он стал местом для его административного центра, а название «Индепенденс» было выбрано в честь освобождения местных жителей из округа Кэмпбелл. В том же году было переименовано почтовое отделение. Город быстро рос, и в 1842 году он официально получил статус города от ассамблеи штата.
Поскольку большая часть населения округа проживала вдоль реки Огайо, Индепенденс в конечном итоге был вынужден разделить свой статус окружного центра с более крупным городом Ковингтон, ситуация позже повторилась в округе Кэмпбелл с расположенной в центре Алегзандрией и более крупным прибрежным Ньюпортом.

## География
Индепенденс расположен в центре округа Кентон. На северо-западе граничит с Элсмером, на севере с Эрлангером и Ковингтоном, а на северо-востоке с Райланд-Хайтс. Западная граница Индепенденса проходит по линии округа Бун, а город Флоренс в округе Бун граничит с дальним северо-западным краем Индепенденса.
Первоначальный центр города находился в юго-восточной части города, вдоль Мэдисон-Пайк. Кентукки Рут 17, К востоку от центра города проходит четырехполосное шоссе 17, идущее к Ковингтону на севере и к Фалмуту на юге.
По данным Бюро переписи населения США, Индепенденс имеет общую площадь 45,83 км2, из которых 45,16 км2 занимает суша и 0,67 км2, водная поверхность. Через город проходит ручей Банклик-Крик, приток реки Ликинг, питающий водой большую часть территории в пределах города.

## Население
По данным переписи население 2000 года, в городе проживало 14 982 человека, имелось 5 181 домохозяйств и 4 149 семей. Плотность населения составила 344,9 чел/км2. Было зафиксировано 5391 единиц жилья. Расовый состав города составлял 97,20% белых, 0,96% афроамериканцев, 0,18% коренных американцев, 0,40% азиатов, 0,02% жителей островов Тихого океана, 0,36% представителей других рас и 0,87% представителей двух или более рас. Латиноамериканцы любой национальности составляли 1,15% населения.
Из 5181 домохозяйства, в 44,9% были зарегистрированы дети в возрасте до 18 лет, проживающие с родителями, 62,9% составляли супружеские пары, живущие вместе, 12,1% являлись домохозяйками без мужа и 19,9% не были семейными. 15,0% всех домохозяйств состояли из отдельных лиц, а в 3,4% проживали одинокие люди в возрасте 65 лет и старше. Средний размер домохозяйства составлял 2,89 чел, а средний размер семьи - 3,21 чел.
Возрастная структура населения включала: 30,4% жителей моложе 18 лет, 9,2% жителей от 18 до 24 лет, 35,3% жителей от 25 до 44 лет, 18,5% жителей от 45 до 64 лет и 6,5% людей в возрасте старше 65 лет. Средний возраст населения составил 31 год. На каждые 100 женщин приходилось 101,6 мужчин. На каждые 100 женщин в возрасте 18 лет и старше приходилось 97,3 мужчин.
Средний доход домохозяйства составлял 51 002 доллара в год, а средний доход семьи - 55 030 долларов. Средний доход мужчин составлял 39 213 долларов против 26 807 долларов у женщин. Доход на душу населения в городе составил 20 191 доллар. Около 5,4% семей и 6,5% населения находились за чертой бедности, в том числе 9,2% лиц в возрасте до 18 лет и 4,2% лиц в возрасте 65 лет и старше.

## Экономика
Крупнейшими работодателями в Индепенденсе являются Balluff, Cengage Learning, Krauss Maffei, Mazak и Rotek.

## Культура
В Индепенденсе находится филиал Публичной библиотеки округа Кентон.

## Образование
- Начальная школа Бич-гроув[17]
- Общественная христианская академия[18]
- Кентонская младшая школа[19]
- Средняя школа Саймона Кентона
- Католическая школа Святой Сесилии
- Академия Саммит Вью[20]
- Средняя школа Твенхофела[21]
- Начальная школа Белой башни[22]
- Некоторые члены сообщества также относятся к средней школе Вудленда и средней школе Скотта.

## Инфраструктура
В городе расположена пожарная часть.